# Club africain (basket-ball)
Pour les articles homonymes, voir Club africain.
Maillots
Le Club africain est un club de basket-ball tunisien basé à Tunis.

## Histoire
Durant la saison 1979-1980, le Club africain accède en division nationale A. En 1981-1982, il remporte pour la première fois la coupe de Tunisie, battant en finale l'Étoile sportive du Sahel (86-71). En 1995-1996, l'équipe perd la finale de la coupe de Tunisie (68-72 au Palais des sports d'El Menzah) contre le Stade nabeulien.
À l'issue de la saison 1998-1999, le Club africain remporte pour la deuxième fois la coupe de Tunisie, battant en finale l'Union sportive monastirienne (72-69).

### Années 2000
Durant la saison 2000-2001, le Club africain remporte pour la troisième fois la coupe de Tunisie, battant à nouveau en finale l'Union sportive monastirienne. Durant la saison 2002-2003, le club remporte pour la première fois la Super Coupe de Tunisie en finale face à la Jeunesse sportive kairouanaise et remporte pour la quatrième fois la coupe de Tunisie en battant en finale le Stade nabeulien. En 2004, il remporte pour la première fois de son histoire le championnat contre la même Jeunesse sportive kairouanaise (88-87 après prolongations), lors d'un match organisé à la salle Chérif-Bellamine, grâce à un tir de trois points du milieu du terrain Naim Dhifallah, à 0,9 seconde du buzzer. Après avoir perdu le premier match (87-97) et gagné le deuxième match (95-86), il remporte également pour la deuxième fois la Super Coupe de Tunisie en finale face au Stade nabeulien.
En 2008, le Club africain manque sa première participation à une coupe d'Afrique des clubs champions en ne se qualifiant pas pour la 23e édition (10-16 novembre) lors d'un tournoi qualificatif de la zone 4 de l'Afrique organisé à Tunis.

### Années 2010
De même, en 2012, il ne se qualifie pas pour la 27e édition (6-11 novembre) lors d'un tournoi qualificatif de la zone 4 de l'Afrique organisé à Sousse ; le club termine troisième et dernier du classement après avoir perdu deux matchs contre l'Étoile sportive du Sahel et l'Ittihad Alexandrie (81-85).
Au tournoi international de Abou Dabi (28 novembre-3 décembre 2013), le Club africain perd la finale contre l'Association sportive de Salé (66-72). Après il bat en quarts de finale les Jordaniens du Al-Riyadi (75-58) et en demi-finale les Égyptiens du Al Ahly (66-54). En phase de poule l'équipe prend la première place de la Poule A avec trois matchs remportés et sans une défaite.
Entre les 26 novembre et 3 décembre 2014, le Club africain participe pour la deuxième fois au tournoi international d'Abou Dabi et prend la troisième place après avoir perdu en demi-finale (60-75) contre les Libanais du Club Sagesse et remporté le match pour la troisième place (80-76) contre le Riyadi Club Beyrouth. En phase de poule, l'équipe prend la première place de la Poule A avec trois matchs remportés et une défaite.
En 2014, le Club africain organise la 29e édition (11-20 décembre) et prend la troisième place après avoir remporté les huitièmes de finale (79-69) contre le Clube Desportivo Primeiro de Agosto, perdu la demi-finale (63-84) contre le Recreativo do Libolo et gagné la petite finale (79-74) contre le Sporting Club d'Alexandrie. En phase de poule, le club prend la troisième place avec deux victoires contre le Basket Club M'tsapéré (126-45) et les Malabo Kings (77-63) et deux défaites contre le Sporting Club d'Alexandrie (66-68) et le Recreativo do Libolo (78-70) ; le joueur du club Marcus Haislip, choisi pour faire partie de la meilleure équipe du tournoi, est le troisième meilleur buteur avec 19,3 points en moyenne par match. Mohamed Hadidane est le cinquième meilleur rebounder avec 6,9 rebonds et le septième meilleur passeur avec 3,6 passes décisives en moyenne par match. Lassaad Chouaya est le quatrième meilleur bloqueur avec un contre en moyenne par match et James Justice est le sixième meilleur passeur avec 3,6 passes décisives en moyenne par match.
Le 10 janvier 2015, le Club africain remporte la finale de la Super Coupe de Tunisie 2014 contre l'Étoile sportive du Sahel (78-73) au Palais des sports d'El Menzah, réalisant ainsi un triplé historique durant la saison 2013-2014 avec le championnat de Tunisie également gagné contre l'Étoile sportive du Sahel en trois matchs (67-69, 66-62, 73-63) et la coupe de Tunisie gagnée contre la Jeunesse sportive kairouanaise (91-79) ; le joueur du club, Nizar Knioua, remporte le titre de meilleur joueur du championnat lors de cette saison.
En 2014-2015, le Club africain remporte pour la deuxième fois le doublé championnat-coupe de Tunisie : il bat l'Étoile sportive de Radès en finale du championnat de Tunisie (63-61 à l'aller ; 78-68 au retour) et l'Union sportive monastirienne en finale de la coupe de Tunisie (79-69) au Palais des sports d'El Menzah. Le joueur du club, Mohamed Hadidane, remporte le titre de meilleur joueur du championnat.
En 2015, le Club africain manque de se qualifier pour la 30e coupe d’Afrique des clubs champions (3-7 novembre) lors d'un tournoi qualificatif de la zone 1 de l'Afrique organisé à Radès ; le club termine troisième du classement après avoir perdu deux matchs contre l'Étoile sportive de Radès (74-76) et l'AS FAR de Rabat (69-70) et gagné deux matchs contre Al-Ittihad Tripoli et Al Nasr Benghazi. Le 12 mars 2016 à Sousse, le Club africain est éliminé en quarts de finale de la coupe de Tunisie 2015-2016 (44-73) face à l'Étoile sportive du Sahel.
En janvier 2016, le club participe au 27e tournoi international de Dubaï et prend la première place de la poule A avec deux victoires et une défaite ; l'équipe perd la demi-finale contre le club émirati Shabab Al-Ahli (62-67) et le match pour la troisième place contre l'Étoile sportive du Sahel (79-85).
Le 30 avril, le Club africain remporte pour la troisième fois successive le championnat de Tunisie face à l'Étoile sportive du Sahel : il perd son premier match (69-73) après prolongations à Sousse et remporte son deuxième match (64-56) à Tunis. Un match d'appui à Sousse est nécessaire et le Club africain le remporte (59-56). Kyle Vinales remporte le titre de meilleur joueur étranger du championnat lors de cette saison.
Le Club africain prend ensuite la première place du tournoi éliminatoire (25-28 novembre 2016) de la zone 1 de l'Afrique pour la 31e coupe d’Afrique des clubs champions, organisé à Al Hoceïma, avec trois victoires sans défaite : il bat l'Association sportive de Salé (73-75) puis le Groupement sportif des pétroliers (64-72) et le Chabab Rif Al Hoceima (66-74). Durant la phase finale (7-16 décembre), le club prend la deuxième place de sa poule avec trois victoires, contre les Kano Pillars (87-47), le Nzui-Manto (79-77) et le Clube Desportivo Primeiro de Agosto (88-75), et une défaite contre Al Ahly (74-79 après prolongations). En huitièmes de finale, le club s'incline face à l'Association sportive de Salé (70-77) et remporte deux matchs pour la cinquième place, contre le Clube Desportivo Primeiro de Agosto (83-68) et le Groupement sportif des pétroliers (66-59). Kyle Vinales, choisi pour faire partie de la deuxième équipe du tournoi, en est le troisième meilleur passeur avec 6,1 passes décisives et le cinquième meilleur buteur avec 18,1 points en moyenne par match ; Kelvin Matthews est le troisième meilleur bloqueur avec 1,4 contre et le huitième meilleur rebounder avec 7,4 rebonds en moyenne par match.
Le 4 avril 2017, le Club africain est éliminé en quarts de finale de la coupe de Tunisie 2016-2017 (56-67 à la salle Chérif-Bellamine) face à l'Union sportive monastirienne. En demi-finale du championnat, il est aussi éliminé face à l'Étoile sportive du Sahel (79-78 à l'aller à Sousse et 61-68 au retour à Tunis). Un joueur du club, Ziyed Chennoufi, remporte le titre de meilleur ailier du championnat lors de cette saison.
Lors de la nouvelle version de la coupe de la Fédération 2017, le Club africain bat l'Étoile sportive goulettoise (85-73) à domicile, la Jeunesse sportive d'El Menzah (68-97) au Palais des sports d'El Menzah et l'Avenir sportif de La Marsa (76-73) à domicile, lors de matchs de poule successifs. En demi-finale, il bat l'Étoile sportive de Radès (73-77) à Radès. Le 1er décembre, il remporte la finale contre l'Étoile sportive du Sahel (73-70) à la salle de Bir Challouf à Nabeul. En coupe de Tunisie 2017-2018, le Club africain est éliminé en quarts de finale par l'Étoile sportive de Radès (63-65 à la salle de Radès). Lors du championnat 2017-2018, le Club africain prend la cinquième place du play-off et ne se qualifie pas pour le super play-off du championnat.
Durant la saison 2018-2019, le Club africain remporte la deuxième édition de la nouvelle version de la coupe de la Fédération 2018 et remporte ses sept matchs au cours tournoi : il bat le Club athlétique bizertin (39-54 à l'aller à Bizerte et 79-39 au retour à la salle Chérif-Bellamine) et la Jeunesse sportive d'El Menzah (63-58 à l'aller à la salle Chérif-Bellamine et 58-73 au retour à El Menzah) lors de matchs de poule successifs. En demi-finale, il bat l'Étoile sportive goulettoise (81-79 à l'aller à la salle Chérif-Bellamine et 69-76 au retour à La Goulette). En finale, il bat la Dalia sportive de Grombalia (67-65) à la salle de Bir Challouf à Nabeul. En coupe de Tunisie 2018-2019, le Club africain est éliminé en quarts de finale par la Jeunesse sportive kairouanaise (59-88 à la salle Chérif-Bellamine). Lors du championnat, le Club africain prend la quatrième place de la première phase du championnat et perd ses deux matchs de barrage pour le play-off contre la Jeunesse sportive kairouanaise (61-55 à l'aller à Kairouan et 57-69 au retour à la salle Chérif-Bellamine) et ne se qualifie pas. En play-out, le Club africain prend la deuxième place du classement final avec six victoires et quatre défaites.

### Années 2020
En décembre 2019, le Club africain recrute le pivot américain Taylor Bessick, le premier joueur étranger à rejoindre l'équipe depuis janvier 2018. Lors du championnat 2019-2020, le Club africain prend la cinquième place du play-off et ne se qualifie pas pour le super play-off du championnat après avoir été battu par la Jeunesse sportive kairouanaise lors de la dernière journée (80-58 à Kairouan). En coupe de Tunisie 2019-2020, le Club africain est éliminé en demi-finale par la Jeunesse sportive kairouanaise (61-55 à Kairouan) après avoir battu l'Étoile sportive du Sahel (69-61 à Tunis) en quarts des finale.
À l'été 2020, le Club africain recrute quatre joueurs de l'équipe nationale — Omar Mouhli, Mohamed Hadidane, Lassaad Chouaya et Ahmed Addami mais aussi l'Américain Chris Crawford pour renforcer l'équipe pour la saison 2020-2021. Lors du championnat, le Club africain prend la deuxième place de la Poule A mais perd trois matchs de barrage contre l'Étoile sportive de Radès (79-74 au premier match à la salle Chérif-Bellamine, 58-49 au deuxième match à Radès et 64-72 au troisième match à la salle Chérif-Bellamine) et ne se qualifie pas pour le play-off. Durant le mercato hivernal le Club africain perd les joueurs Omar Mouhli, Nizar Knioua, Mohamed Hadidane et Chris Crawford qui rejoint Ezzahra Sports. En play-out, le Club africain prend la première place du classement final avec huit victoires et deux défaites. En coupe de Tunisie, l'équipe perd la finale contre l'Union sportive monastirienne (61-104 ; Amenallah Guizani est le meilleur arrière de la finale) à la salle Bjaoui de Sfax.
Durant le championnat 2021-2022, le club prend la cinquième place du play-off (ne se qualifiant pas pour le super play-off) et rejoint la deuxième phase du play-out. En super play-out, le Club africain prend la quatrième place du classement final avec cinq victoires et cinq défaites. Au terme de la coupe de Tunisie 2021-2022, l'équipe perd la finale contre l'Union sportive monastirienne (84-96) à la salle omnisports de Radès.
Entre les 27 janvier et 5 février 2023, le Club africain participe au 32e tournoi international de Dubaï et prend la première place de la poule B avec deux victoires et une défaite ; l'équipe perd la demi-finale contre les Libanais du Dynamo Club (78-81) et remporte le match pour la troisième place contre le Beirut Sports Club (84-79).
Lors de la saison 2022-2023, le club perd la finale du championnat en quatre matchs (92-89ap/78-72 à Monastir et 72-68/76-79ap à Tunis) et la finale de la coupe de Tunisie contre l'Union sportive monastirienne (60-51) à la salle omnisports de Radès. Naim Dhifallah est le meilleur pivot et joueur, alors que Mahdi Sayeh est le meilleur meneur du championnat.
Durant la coupe de la Fédération 2023, le club prend la première place de son poule avec huit victoires et sans une défaite. En demi-finale, l'équipe est éliminée par l'Étoile sportive du Sahel en deux matchs (66-68 à Tunis et 82-74 à Sousse). Le 10 mars 2024, le Club africain remporte pour la quatrième fois la finale de la Super Coupe de Tunisie 2023 contre l'Union sportive monastirienne (68-48) à la salle omnisports de Radès. En championnat, le club perd la finale en cinq matchs (83-72/76-65/78-58 à Monastir et 81-58/69-59 à Tunis) contre l'Union sportive monastirienne ; Fares Ochi est le meilleur pivot alors qu'Omar Abada est le meilleur meneur du championnat. Le 6 juillet 2024, le Club africain remporte pour la septième fois la finale de la coupe de Tunisie contre le même club (87-55) à la salle omnisports de Radès.
Le 21 décembre 2024, l'équipe perd la finale de la Super Coupe de Tunisie 2024 contre l'Union sportive monastirienne (64-60) à la salle omnisports de Radès ; Omar Abada est le meilleur meneur alors que Jawhar Jaouadi est le meilleur ailier.
Le 24 mai 2025, le Club africain remporte son premier championnat en neuf ans, après avoir gagné la finale contre l'Union sportive monastirienne en quatre matchs (victoire 73-77 et défaite 73-60 à Monastir puis deux victoires 70-53 et 77-75 à Tunis). Toutefois, son adversaire prend sa revanche quelques jours plus tard en remportant la coupe de Tunisie, sur le score de 75 à 68 à la salle omnisports de Radès.

## Palmarès
| National | International                                                                 | Tournois amicaux |
| --- | ----------------------------------------------------------------------------- | --- |
| - Championnat de Tunisie masculin de basket-ball (5) : - Vainqueur : 2004, 2014, 2015, 2016, 2025 - Finaliste : 2023, 2024 - Coupe de Tunisie masculine de basket-ball (7) : - Vainqueur : 1982, 1999, 2001, 2003, 2014, 2015, 2024 - Finaliste : 1996, 2021, 2022, 2023, 2025 - Super Coupe de Tunisie de basket-ball (4) : - Vainqueur : 2003, 2004, 2014, 2023 - Finaliste : 2024 - Coupe de la Fédération (4) : - Vainqueur : 1995, 1998, 2017, 2018 | - Coupe d'Afrique des clubs champions de basket-ball (0) : - Troisième : 2014 | - Tournoi international d’Abou Dabi (0) : - Finaliste : 2013 - Troisième : 2014 - Tournoi international de Dubaï (0) : - Troisième : 2023 |

## Direction

### Présidents
19 présidents différents se sont succédé à la tête du Club africain depuis la fondation de la section en 1956,. À ce jour, tous étaient de nationalité tunisienne.
Fathi Zouhir en prend la tête de 1967 à 1970. La stabilité est retrouvée dans les années 1970 : Abdelaziz Lasram reste à la tête du club pendant huit ans, à ce jour le plus long mandat réalisé par un président, entre 1964 et 1966 et entre 1971 et 1977.
Farid Mokhtar exerce la fonction de président à deux reprises, de 1977 à 1980 et de 1981 à sa mort en 1986. Le diplomate Mahmoud Mestiri le remplace entre 1986 et 1987. Durant cette période, Ridha Azzabi prend la tête du club à trois reprises, en 1980-1981, 1987-1988 et 1991-1992.
Chérif Bellamine assure la présidence à quatre reprises, en 1992-1993, 1997-2000, 2002-2006 et 2010. Hammouda Ben Ammar préside le club entre 1994 et 1996 et Kamel Idir de 2006 à 2010.
| Pays                  | Nom               | Période   |
| --------------------- | ----------------- | --------- |
| Drapeau de la Tunisie | Salah Aouidj      | 1956-1957 |
| Drapeau de la Tunisie | Mohamed El Asmi   | 1957-1958 |
| Drapeau de la Tunisie | Salah Aouidj      | 1958-1964 |
| Drapeau de la Tunisie | Abdelaziz Lasram  | 1964-1966 |
| Drapeau de la Tunisie | Mahmoud Mestiri   | 1966-1967 |
| Drapeau de la Tunisie | Fathi Zouhir      | 1967-1970 |
| Drapeau de la Tunisie | Abdeljelil Mehiri | 1970-1971 |
| Drapeau de la Tunisie | Abdelaziz Lasram  | 1971-1977 |
| Drapeau de la Tunisie | Farid Mokhtar     | 1977-1980 |
| Drapeau de la Tunisie | Ridha Azzabi      | 1980-1981 |
| Drapeau de la Tunisie | Farid Mokhtar     | 1981-1986 |
| Drapeau de la Tunisie | Mahmoud Mestiri   | 1986-1987 |
| Drapeau de la Tunisie | Ridha Azzabi      | 1987-1988 |
| Drapeau de la Tunisie | Hamadi Bousbiaâ   | 1988-1990 |
| Drapeau de la Tunisie | Farid Abbes       | 1990-1991 |
| Drapeau de la Tunisie | Ridha Azzabi      | 1991-1992 |
| Drapeau de la Tunisie | Chérif Bellamine  | 1992-1993 |

| Pays                  | Nom                | Période   |
| --------------------- | ------------------ | --------- |
| Drapeau de la Tunisie | Hamadi Bousbiaâ    | 1993-1994 |
| Drapeau de la Tunisie | Hammouda Ben Ammar | 1994-1996 |
| Drapeau de la Tunisie | Saïd Néji          | 1996-1997 |
| Drapeau de la Tunisie | Chérif Bellamine   | 1997-2000 |
| Drapeau de la Tunisie | Farid Abbes        | 2000-2002 |
| Drapeau de la Tunisie | Chérif Bellamine   | 2002-2006 |
| Drapeau de la Tunisie | Kamel Idir         | 2005-2010 |
| Drapeau de la Tunisie | Jamel Atrous       | 2010-2010 |
| Drapeau de la Tunisie | Chérif Bellamine   | 2010-2010 |
| Drapeau de la Tunisie | Jamel Atrous       | 2011-2012 |
| Drapeau de la Tunisie | Slim Riahi         | 2012-2017 |
| Drapeau de la Tunisie | Marwen Hamoudia    | 2017-2018 |
| Drapeau de la Tunisie | Abdessalem Younsi  | 2018-2021 |
| Drapeau de la Tunisie | Youssef El Almi    | 2021-2024 |
| Drapeau de la Tunisie | Haykel Dkhil       | 2024-2025 |
| Drapeau de la Tunisie | Mohsen Trabelsi    | 2025-     |

### Entraîneurs
| Pays                  | Nom                             | Période   |
| --------------------- | ------------------------------- | --------- |
| Drapeau de la Tunisie | Ahmed Marzouki et Fethi Ellouze | 1959-1960 |
|                       | Non engagé                      | 1963-1966 |
| Drapeau de la Tunisie | Mohamed Ben Tahar               | 1966-1971 |
|                       | Non engagé                      | 1972-1976 |
| Drapeau de la Tunisie | Khaled Senoussi                 | 1976-1977 |
| Drapeau de la Tunisie | Ridha Laabidi                   | 1977-1979 |
| Drapeau de la Tunisie | Mehrez Gomri                    | 1979-1980 |
| Drapeau de la Tunisie | Azaiez Ketatni                  | 1980-1981 |
| Drapeau de la Tunisie | Ridha Laabidi                   | 1981-1982 |
| Drapeau de la Tunisie | Khaled Senoussi                 | 1982-1983 |
| Drapeau de la Tunisie | Brahim Trabelsi                 | 1983-1985 |
| Drapeau de la Tunisie | Hamadi Driss                    | 1985-1986 |
| Drapeau de la Tunisie | Badreddine Ben Amor             | 1986-1987 |
| Drapeau de la Pologne | Wieslaw Puwovar                 | 1987-1988 |
| Drapeau de la Tunisie | Faouzi Madhi                    | 1988-1989 |
| Drapeau de la Tunisie | Ali Karabi                      | 1989-1990 |

| Pays                  | Nom                | Période   |
| --------------------- | ------------------ | --------- |
| Drapeau de la Tunisie | Naceur Ghrib       | 1990-1991 |
| Drapeau de la Tunisie | Ridha Laabidi      | 1991-1995 |
| Drapeau de la Tunisie | Adel Tlatli        | 1995-1996 |
| Drapeau de la Tunisie | Brahim Trabelsi    | 1996-1997 |
| Drapeau de la Tunisie | Ridha Laabidi      | 1997-1998 |
| Drapeau de la Tunisie | Monoom Aoun        | 1998-2001 |
| Drapeau de la Tunisie | Brahim Trabelsi    | 2001-2002 |
| Drapeau de la Tunisie | Monoom Aoun        | 2002-2006 |
| Drapeau de la Tunisie | Sami Hussaini      | 2006-2007 |
| Drapeau de la Tunisie | Monoom Aoun        | 2007-2009 |
| Drapeau de la Tunisie | Abdessatar Elloumi | 2009-2010 |
| Drapeau de la Tunisie | Outail Aouij       | 2010-2011 |
| Drapeau de la Tunisie | Monoom Aoun        | 2011-2012 |
| Drapeau de la Serbie  | Jenc Branislav     | 2012      |
| Drapeau de la Serbie  | Dragan Petričević  | 2012-2013 |
| Drapeau de la Tunisie | Monoom Aoun        | 2013-2015 |

| Pays                   | Nom                  | Période   |
| ---------------------- | -------------------- | --------- |
| Drapeau de la Serbie   | Predrag Badnjarević  | 2015      |
| Drapeau du Portugal    | Mário Palma          | 2015-2016 |
| Drapeau du Portugal    | Vasco Curado,        | 2016-2017 |
| Drapeau de la Tunisie  | Zouhaier Ayachi      | 2017-2018 |
| Drapeau de la Tunisie  | Racem Marzouki       | 2018-2019 |
| Drapeau de la Tunisie  | Nidhal Ben Abdelkrim | 2019      |
| Drapeau du Maroc       | Aziz Qarouach        | 2019      |
| Drapeau du Portugal    | Mário Palma          | 2019-2020 |
| Drapeau de la Tunisie  | Monoom Aoun          | 2020      |
| Drapeau de la Slovénie | Slobodan Subotić     | 2020-2021 |
| Drapeau de la Tunisie  | Kacem Ouerchfani     | 2021      |
| Drapeau de la Tunisie  | Safouane Ferjani     | 2021-2022 |
| Drapeau de la Tunisie  | Monoom Aoun          | 2022      |
| Drapeau de la Tunisie  | Kacem Ouerchfani     | 2022      |
| Drapeau du Portugal    | Vasco Curado         | 2022-2023 |
| Drapeau de la Tunisie  | Kacem Ouerchfani     | 2023      |

### Staff technique et médical
| Pays                  | Nom              | Fonction             | Équipe  |
| --------------------- | ---------------- | -------------------- | ------- |
| Drapeau de la Tunisie | Kacem Ouerchfani | Entraîneur           | Seniors |
| Drapeau de la Tunisie | Mohamed Banna    | Entraîneur adjoint   | Seniors |
| Drapeau de la Tunisie | ?                | Préparateur physique | Seniors |
| Drapeau de la Tunisie | Salem Rzig       | Médecin              | Seniors |
| Drapeau de la Tunisie | ?                | Physiothérapeute     | Seniors |
| Drapeau de la Tunisie | Kamel Fajja      | Garde matériel       | Seniors |

## Effectif

### Anciens joueurs

#### Années 2000-2010
- Ali Amri
- Chahir Ben Zekri
- Naim Dhifallah
- Marouen Lahmar
- Sami Temimi
- Hichem Zahi

#### Années 2010-2020
- Bryan Harrison
- Sergo Atuashvili
- Jamelle Barrett
- Ziyed Chennoufi
- Lassaad Chouaya
- Dion Dixon
- Mourad El Mabrouk
- Mokhtar Ghayaza
- Marcus Haislip
- Bechir Hadidane
- Mohamed Hadidane
- Zaid Abbas
- Eric Hicks
- James Justice
- Marouan Kechrid
- Nizar Knioua
- Djo Loo Yele
- Kelvin Matthews
- Mahdi Sayeh
- Jarred Shaw
- Maher Souabni
- Kyle Vinales

#### Années 2020-2030
- Ahmed Addami
- Seif Ben Maati
- Eskander Bhouri
- Chris Crawford
- Michael Dixon
- Amine Maghrebi
- Omar Mouhli
- Justin Edwards
- Walt Lemon Jr.
- Ater Majok
- Brandon Peterson
- Gligorije Rakocevic